# Qatar Sports Investments
Qatar Sports Investments est une société d'investissement gérée par le gouvernement du Qatar, fondée en 2005 et basée à Doha, au Qatar. Les revenus générés par les entreprises de QSI sont réinvestis dans les secteurs du sport, des loisirs et du divertissement du Qatar. QSI est dirigée par le président Nasser Al-Khelaifi et le vice-président Adel Mohammed Tayyeb Mustafawi, et son conseil d'administration compte trois autres membres. Selon Una Galani, QSI « serait détenue par le ministère des Finances du Qatar et le Comité olympique du Qatar ». QSI est une filiale de Qatar Investment Authority (QIA), le fonds souverain géré par l'État du Qatar.

## Conseil d’administration
Nasser Al-Khelaifi est président de QSi depuis 2011 et est bien connu pour ses entreprises commerciales et ses divers rôles de direction au Qatar. Il est actuellement président-directeur général de beIN Media Group au Qatar et président du Paris Saint-Germain Football Club (PSG) en France. En tant qu'ancien joueur de tennis professionnel, il est président de la Fédération de tennis du Qatar (QTF) et vice-président de la Fédération asiatique de tennis pour l'Asie occidentale (ATF).
Adel Mohammed Tayyeb Mustafawi est vice-président de QSi et occupe divers autres postes de direction au sein du secteur bancaire qatari. Les trois autres membres du conseil d'administration sont Yousif Mohammed Al-Obaidli, Mohammad Abdulaziz Al-Subaie, Tanvirul Ahsan et Sophie Jordan, qui sont également membres du conseil d'administration de beIN Media Group.

## Portefeuille
QSi est de plus en plus impliqué dans le sport international et dans le secteur du divertissement, notamment en tant qu'acteur clé sur le marché du sport français avec l'acquisition finalisée du Paris Saint-Germain et de ses filiales en 2011. Le portefeuille de QSi comprend également Burrda, une marque de sport qatarie et un fournisseur de vêtements de sport et de loisirs spécialisé dans le développement et la personnalisation d'actions créée en 2007, et NextStep Marketing, une société spécialisée dans la représentation des clients, le merchandising direct et la gestion d'événements, entre autres. Le 10 octobre 2022, QSi a acheté 21,67 % des actions du S.C. Braga pour 80 millions d'euros. Le 10 janvier 2023, QSi avait enquêté sur le pré-achat de West Ham United pour avril 2023. Le 22 juin 2023, il a été signalé que le fonds souverain avait investi 4,05 milliards de dollars dans Monumental Sports & Entertainment, la société mère des Washington Wizards, des Washington Capitals et des Washington Mystics, obtenant une participation de 5 % dans la société.

## Projets d'investissement

### Rachat du PSG
En juin 2011, Tamim bin Hamad Al Thani, l'émir du Qatar, a acheté 70 % des actions du club par l'intermédiaire de l'organisation actionnariale publique Qatar Sports Investments (QSI), une filiale de Qatar Investment Authority (QIA), le fonds souverain du pays. QSI a acquis une participation majoritaire en juin 2011, puis est devenu l'unique propriétaire du club en mars 2012.

### Accord avec le SC Braga
Qatar Sports Investments, un fonds soutenu par l'État, paiera environ 19 millions d'euros pour une participation de 22 % dans le SC Braga, qui occupe la troisième place de la première division portugaise. En octobre 2022, le fonds d'investissement qatari propriétaire du Paris Saint-Germain a pris une participation dans une équipe de football portugaise de premier plan, marquant ainsi sa première incursion dans la propriété multi-clubs.

### Padel
En 2023, Qatar Sports Investments a acquis le World Padel Tour pour créer un nouveau circuit mondial de padel, à partir de 2024.